# Algirdas Gaižutis
Algirdas Gaižutis (* 17. Oktober 1941 in Subačius, Rajon Kupiškis) ist ein litauischer Ästhetiker, Kulturwissenschaftler, Professor.

## Leben
1945 wurden seine Eltern nach Sibirien deportiert. Algirdas absolvierte nach dem Abitur an der 2. Mittelschule Utena von 1959 bis 1961 das Studium der litauischen Sprache und Literatur an der Vilniaus universitetas. Von 1961 bis 1966 studierte er Philosophie und Ästhetik an der Lomonossow-Universität in Moskau, von 1966 bis 1970 als Aspirant am Lehrstuhl für Ästhetik. 1970 promovierte er und 1984 habilitierte zum Thema „Dvasinis kūrybinis menininko potencialas (kūrybos, psichologijos, meninio talento prigimties ir ugdymo problematika)“. 
Von 1970 bis 1985 lehrte er am Vilniaus inžinerinis statybos institutas, ab 2003 Rektor der Vilniaus pedagoginis universitetas, 2006 Mitglied im Seimas mit Valstiečių ir Naujosios demokratijos partijų sąjunga.
2014 erhielt er durch die Pädagogische Hochschule Heidelberg die Ehrendoktorwürde verliehen.

## Bibliografie
- Menas ir humanizmas. Apie meninių vertybių prigimtį. V., 1979;
- Vaikystė ir grožis. K., 1982, 1988;
- Kūrybinė ir meninė galia. V., 1989;
- Kultūros vertybės ir erzacai. V., 1993;
- Kunstsoziologie // Meno sociologija, V., 1998;
- Menų giminystė. K., 1998;
- Žvilgsnis. K., 2001;
- Estetika tarp tobulumo ir mirties. V., 2004.
- Lietuvos mokslas. Kn. 42.
- Akademikas Algirdas Gaižutis. Su bibliografija, V., 2003.